# Cymbiola nobilis
Cymbiola nobilis is een mariene zeeslak uit de familie Volutidae. De soort is een predator-zeeslak en leeft in Zuidoost-Azië.

## Naam
De naam van de soort werd in 1786 gepubliceerd door Lightfoot in een veilingcatalogus, als Voluta nobilis, met een verwijzing naar Historiae Conchyliorum 799.6 van Martin Lister, een afbeelding van de schelp met de naam Buccinum Persicum Undatum clavicula paululum exerta.

### Synoniemen
- Voluta fasciata Schubert & Wagner, 1829[4]
- Voluta scapha Gmelin, 1791